# Unione internazionale di radiofonia
L'Unione internazionale di radiofonia (in inglese: International Broadcasting Union; in francese: Union Internationale de Radiophonie; UIR o IBU) è stata un'unione di diverse emittenti radiofoniche.

## Storia
L'UIR fu fondata nel 1925, pochi anni dopo la fine della prima guerra mondiale, dalle emittenti di Austria, Germania, Belgio, Danimarca, Spagna, Francia, Regno Unito, Svezia, Cecoslovacchia, Norvegia, Paesi Bassi e Svizzera, per concentrarsi sulle problematiche legate alla radiodiffusione nel panorama europeo. La sua fondazione fu la conseguenza di diverse riunioni tra le principali emittenti radiofoniche dell'epoca poiché l'unione internazionale dei telegrafi (ITU) e la Società delle Nazioni preferirono concentrarsi su altri temi, visto che la radio era un'invenzione troppo recente e in continuo mutamento. I problemi che stavano affliggendo il mondo della radiodiffusione richiedevano peraltro particolare esperienza in giurisprudenza, economia, ingegneria, giornalismo e musicologia.
Con lo scoppio della seconda guerra mondiale, l'UIR spostò la propria sede da Bruxelles a Ginevra nel 1940, tuttavia su richiesta della Germania tornò sui suoi passi. La Wehrmacht utilizzò quindi i dati e l'attrezzatura per monitorare l'attività radiofonica dei paesi occupati, e ciò portò all'abbandono dell'unione da parte di 13 membri.
Con la fine della guerra l'UIR fu accusata di aver collaborato con i Tedeschi, pertanto nel marzo 1946 l'Unione Sovietica richiese la dissoluzione dell'unione e la fondazione di una nuova organizzazione, nella quale anche le repubbliche costitutive avrebbero avuto diritto di voto. Ciò effettivamente accadde e 26 membri fondarono l'Organizzazione internazionale della radiodiffusione (e successivamente della televisione, anche OIR e successivamente OIRT).
La disputa fra le due organizzazioni culminò con la conferenza mondiale sulla radiofonia organizzata dall'ITU presso Atlantic City nel 1947. Entrambe le organizzazioni chiesero di partecipare in qualità di esperti, ma ad entrambe fu rifiutato questo status e gli fu concesso di partecipare come semplici osservatori senza diritto di voto. Lo scenario si ripeté l'anno successivo a Copenaghen.
Questa situazione non soddisfaceva le due parti: la BBC britannica, che è stata tra le fondatrici dell'UIR, non era interessata ad entrare a far parte di un'organizzazione controllata dall'Unione Sovietica (infatti la USSR aveva concesso lo status di membro anche alle proprie repubbliche, assicurandosi almeno 8 voti), tuttavia nel 1949 Francia, Olanda, Italia e Belgio annunciarono il loro ritiro dall'OIR e con altre emittenti fondarono l'unione europea di radiodiffusione (UER).
L'UIR si dissolse ufficialmente il 1º novembre 1950, venendo assorbita dall'UER, e stessa sorte toccò all'OIRT nel 1993.